# 出光兴产
出光兴产是日本第二大石油公司。其业务有石油钻油平台，炼油厂等。2008年列在财富世界500强的第262位。 在煉油類企業中排第26位。 2006年才上市，但是既不在日經平均指數，也不在東證股價指數100中，而是屬於東證股價指數Mid 400。

## 歷史

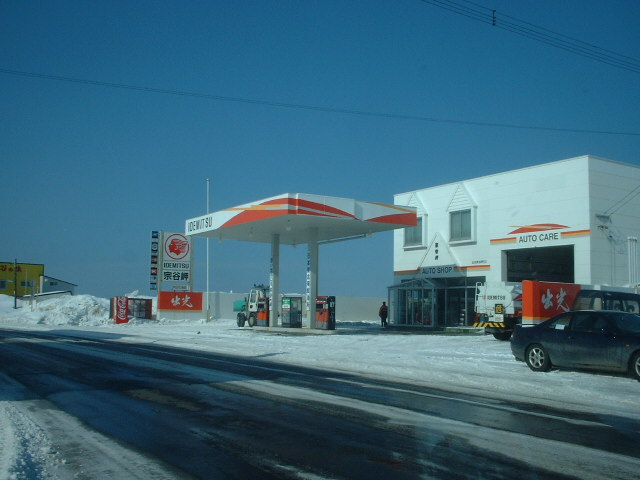
一間位於北海道的出光加油站

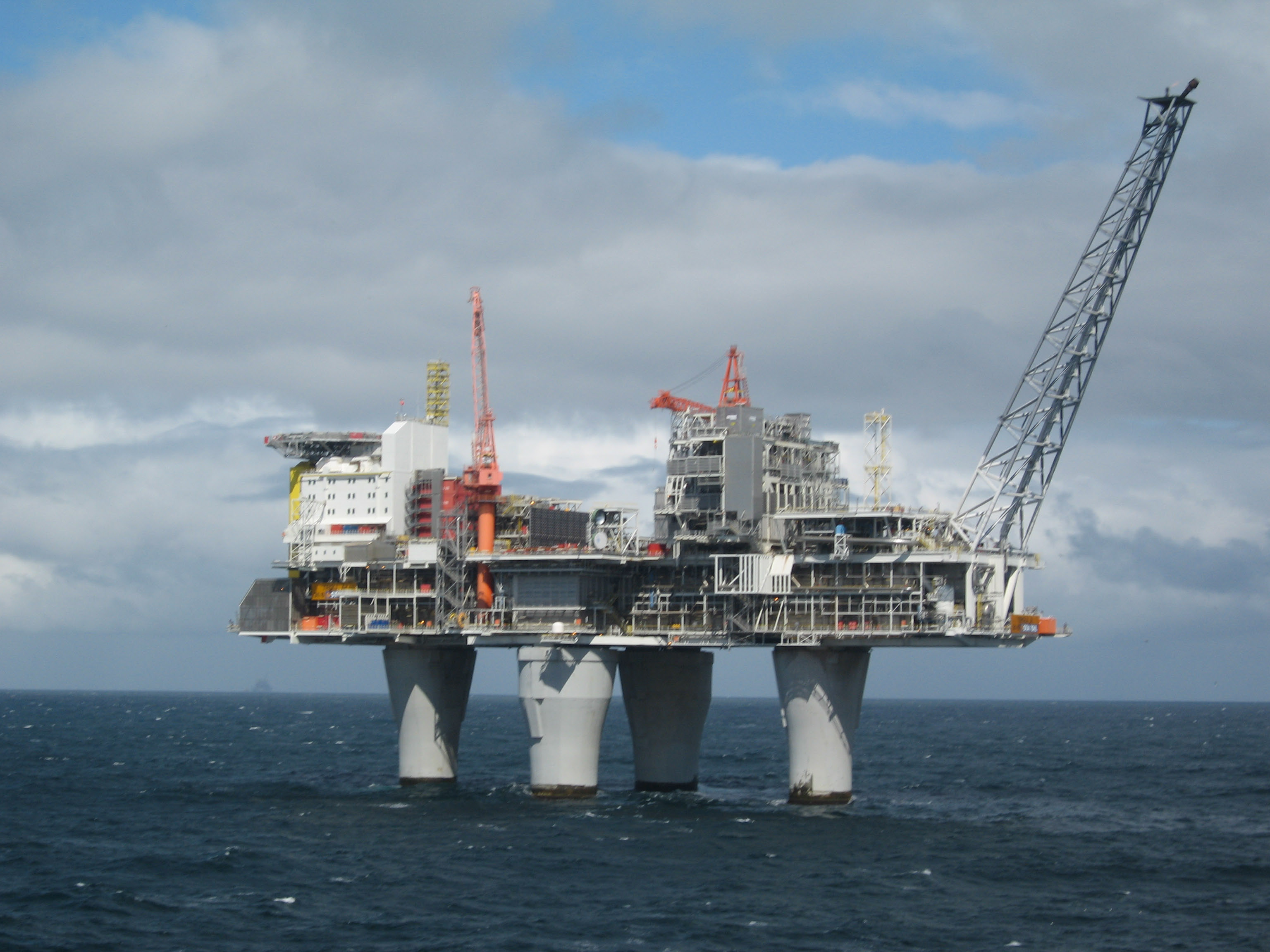
北海出光钻油平台

出光佐三於1911年創立本公司，1940年改組合資公司，1949年拿到石油特許經營權搭上了戰後經濟成長期迅速擴張，進行石油進口和提煉業務，50年代接管舊日本海軍的油庫增建煉油廠，與中部電力・三菱商事共同成立東邦石油。1967年旗下千葉製油廠建成了世界上首座重油直接脱硫設備。但是直到2006年才股票上市，之前的歲月都是家族獨資和私人集資來運作，有濃厚神秘色彩。子公司有出光加油站和宇佐美礦油等17間並跨足保險和地熱等行業，於台灣有合作；在台灣與台灣化學纖維合資設立台化出光石油化学（僅負責PC樹脂的銷售）；與台塑石化合資設立台塑出光（生產HHCR，並自銷）。
2018年6月27日出光兴产和排名第四的昭和壳牌石油宣布，双方已经达成协议，将于2019年4月1日经营合并。出光已从原先反对合并的大股东、创始人家族处获得同意。双方将实施换股，出光将成为昭和壳牌的母公司。公司名和销售店品牌暂时保持不变，对外将使用“出光昭和壳牌”的称呼。

## 主要事業所

### 本社・分公司
- 本社 - 東京都千代田区大手町1丁目2-1 Otemachi One タワー

在合併總公司職能之前，它分散在以下三個地點。
- 本社（帝劇本社） - 東京都千代田區丸之内三丁目1番1号 帝國劇場
- 台場オフィス - 東京都港区台場2丁目3-2 台場フロンティアビル
- JPタワーオフィス - 東京都千代田区丸の内2丁目7-2 JPタワー28階

- 分公司
  - 北海道分公司 - 札幌市中央区北3条西4丁目
  - 東北分公司 - 仙台市青葉区本町2丁目
  - 関東第一・第二分公司 - 東京都中央区八丁堀3丁目
  - 中部分公司 - 名古屋市中区栄2丁目
  - 関西分公司 - 大阪市中央区南船場3丁目
  - 中国分公司 - 広島市東区若草町
  - 四国営業所 - 香川県高松市番町1丁目
  - 九州支店 - 福岡県福岡市中央区天神3丁目

### 製油所・工場
- 製油所
  - 北海道製油所 - 北海道苫小牧市真砂町
  - 愛知製油所 - 愛知県知多市南浜町
  - 東亜石油京浜製油所（神奈川県川崎市川崎区）
  - 昭和四日市石油四日市製油所（三重県四日市市）
  - 西部石油山口製油所（山口県山陽小野田市）
- 工場
  - 千葉事業所 - 千葉県市原市姉崎海岸。
  - 徳山事業所 - 山口県周南市新宮町。（昔徳山製油所）

### 太陽能發電所
- 門司発電所（2013年
- 姫路発電所（2014年

### 研究所
- 次世代技術研究所 - 千葉県袖ケ浦市上泉
- 機能材料研究所・営業研究所 - 千葉県市原市姉崎海岸
- 石炭・環境研究所 - 千葉県袖ケ浦市中袖

## 外部連結
- Idemitsu Kosan（页面存档备份，存于） （英文）
- Idemitsu Kosan（页面存档备份，存于） （日語）